# Chrysosoma kandyensis
Chrysosoma kandyensis är en tvåvingeart som beskrevs av Jennifer L. Hollis 1964. Chrysosoma kandyensis ingår i släktet Chrysosoma och familjen styltflugor.
Artens utbredningsområde är Sri Lanka. Inga underarter finns listade i Catalogue of Life.